# Irene Ojala
Irene Ojala, född 8 oktober 1960 i Kiberg i Vardø kommun, är en norsk politiker som valdes till Stortinget i valet 2021. Hon representerar partiet Pasientfokus. Ojala kandiderade i Finnmark fylke och blev den enda ledamot av sitt parti som fick 0,2 % alla röster. I Stortinget sitter hon hälso- och omsorgsutskottet.
Ojala har studerat nordområdestudier på University of the Arctic och har kandidatexamen. Ytterligare har hon studerat mångkultur, ekonomi och resursförvaltning. Vid sidan av politik har Ojala också varit med i att grunda och leda stiftelsen Alta sykehus med pasientfokus.